# 花樣滑雪
花樣滑雪，以特殊的雪板，做各種技巧性的特技表演之滑雪運動項目，分為雪上芭蕾、技巧、速降等單項。盛行於1970年代的北美。
一開始，單純只是利用滑降的慣性，嘗試表現出類似花樣滑冰的特技表演；後來慢慢演變出各種難度較大的空翻動作。由於這項運動對場地、器材的要求不高，所以近年來的人氣直線上升。